# Dimos Volvi
Dimos Volvi (Volvi) är en kommun i Grekland.   Den ligger i prefekturen Nomós Thessaloníkis och regionen Mellersta Makedonien, i den nordöstra delen av landet, 300 km norr om huvudstaden Aten. Antalet invånare är 24 454. Arean är 783 kvadratkilometer.
Terrängen i Dimos Volvi är huvudsakligen kuperad, men åt nordost är den bergig.